# Solifugae
Ordre
Les Solifugae, solifuges en français, sont un ordre d'arthropodes de la classe des arachnides. Leur nom, issu du latin, signifie « qui fuit le soleil ». Ils sont également appelés Galéodes, « scorpion du vent » dans certains pays africains, « araignée du soleil » en Espagne, voire « araignée à dix pattes » (en raison de leurs pédipalpes imposants).
On recensait, en 2019, plus de 1100 espèces actuelles et six espèces fossiles connues depuis le Carbonifère.

## Description

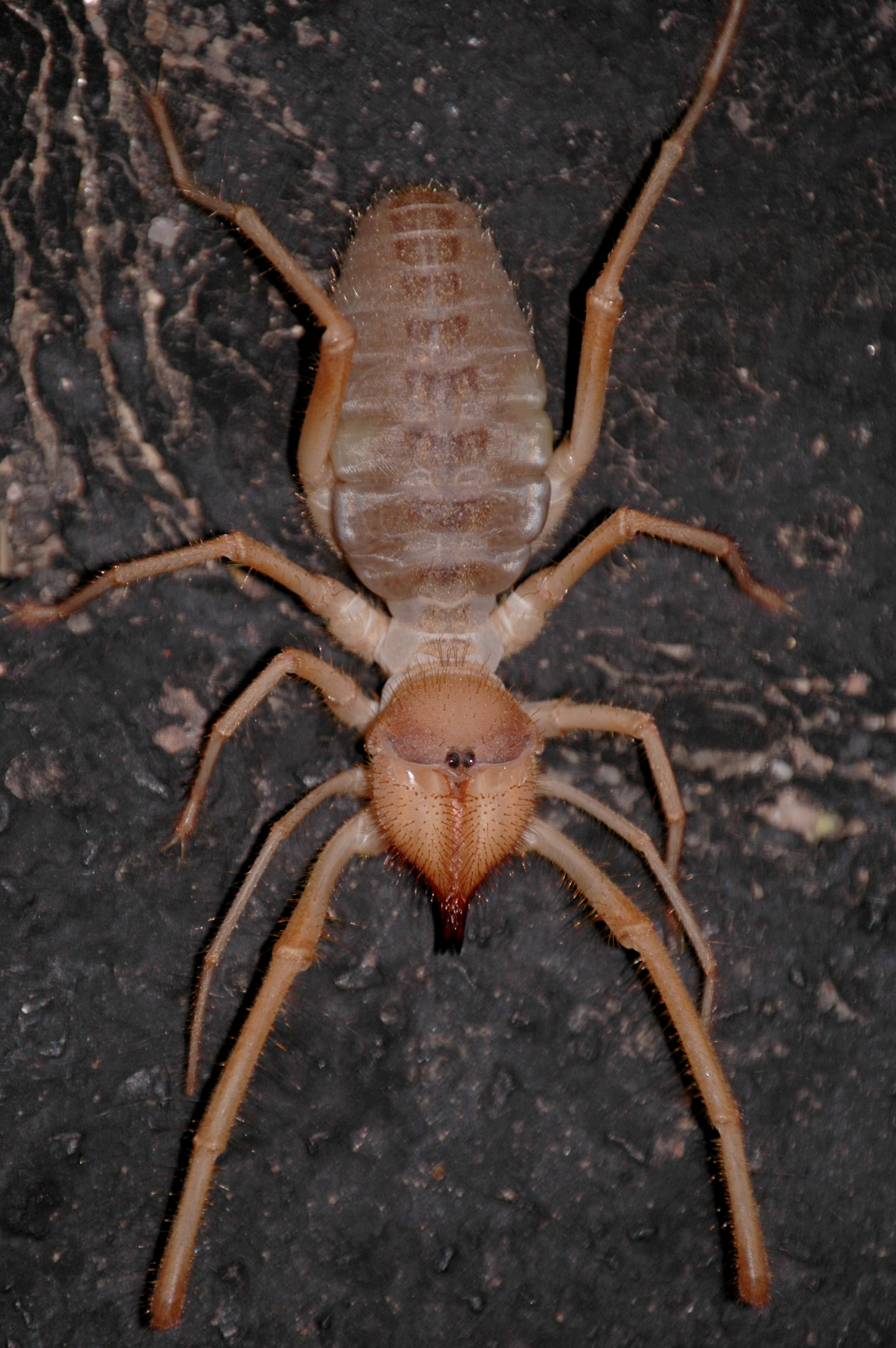
Solifuge en Arizona

Les solifuges, comme de nombreux autres arachnides, semblent avoir dix pattes alors qu'ils n'en ont que huit. Leurs longs pédipalpes, à l'avant du corps, donnent cette impression. Leur rôle est essentiellement sensoriel et est similaire à celui des antennes des mandibulés. Les pédipalpes sont adhésifs et servent également d'appendices locomoteurs.
La plus grande particularité des solifuges est de posséder de grosses chélicères. Chacune des deux chélicères est composée de deux articles formant une pince. Chaque article porte un nombre variable de dents. Tous les mâles, à l'exception de ceux des Eremobatidae, possèdent un flagelle sur l'article basal de la chélicère. 
La vitesse des solifuges est de 16 kilomètres à l’heure en moyenne.

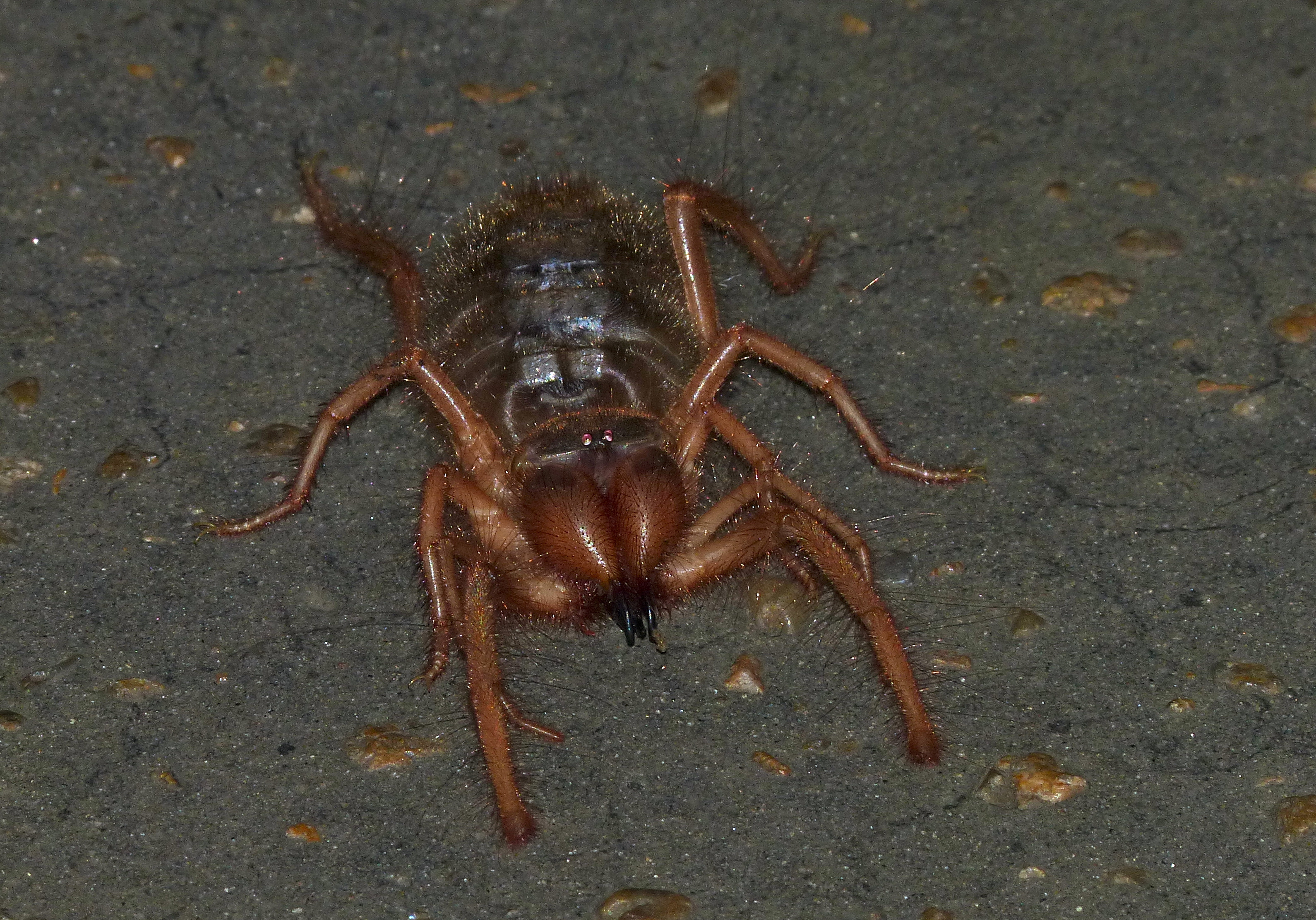
Solifuge avec ses grands pédipalpes et ses grosses chélicères (Parc national Kruger, Afrique du Sud)

## Répartition et habitat
La plupart des solifuges vivent dans les régions tropicales et semi-tropicales, préférant les régions chaudes et sèches, bien que certaines espèces vivent dans des zones plus vertes et dans des forêts. 
Ils vivent sur tous les continents excepté l'Antarctique et l'Océanie.

## Alimentation
Les solifuges sont carnivores ou omnivores, la plupart se nourrissant de termites, de coccinelles et d'autres petits arthropodes. Les proies sont localisées grâce aux pédipalpes, puis tuées et découpées par les chélicères. Elles sont ensuite liquéfiées par les sucs digestifs hors du corps ; le liquide est ensuite aspiré par la bouche.

## Comportement
Comme leur nom l'indique, les solifuges sont principalement nocturnes et cherchent l'ombre pendant le jour.
Durant son existence, un solifuge peut creuser une quarantaine de terriers, certains s'enfonçant à une profondeur de deux mètres.
Un grand solifuge est capable de terrasser un scorpion et même certains vertébrés comme des lézards, des petits rongeurs et des oiseaux.

## Reproduction
Les solifuges ne se reproduisent qu'une fois. Le transfert de sperme peut être direct ou indirect : s'il est indirect, le mâle produit un spermatophore qu'il dépose sur le sol, puis qu'il va placer dans le pore génital de la femelle à l'aide de ses chélicères.
La femelle pond ses œufs (entre 50 et 200) dans un trou qu'elle a creusé. Certaines espèces abandonnent tout simplement leurs nids, d'autres veillent sur eux jusqu'à l'éclosion, ce qui peut prendre jusqu'à un mois. La femelle peut attraper une proie pour nourrir le couvain entier ; elle mourra six semaines après la ponte, le mâle, quant à lui, meurt peu après l'accouplement. Les jeunes solifuges ne se nourrissent qu'après leur première mue, il leur en faudra neuf pour arriver au stade adulte. Contrairement aux autres espèces de grands arachnides, les solifuges vivent rarement plus d'un an.

## Classification
Selon Solifuges of the World (version 1.0) et The World Spider Catalog (version 19.5, 2019) :
- Ammotrechidae Roewer, 1934
- Ceromidae Roewer, 1933
- Daesiidae Kraepelin, 1899
- Eremobatidae Kraepelin, 1901
- Galeodidae Sundevall, 1833
- Gylippidae Roewer, 1933
- Hexisopodidae Pocock, 1897
- Karschiidae Kraepelin, 1899
- Melanoblossiidae Roewer, 1933
- Mummuciidae Roewer, 1934
- Rhagodidae Pocock, 1897
- Solpugidae Leach, 1815
- † Protosolpugidae Petrunkevitch, 1953
- famille indéterminée
  - † Cushingia Dunlop, Bird, Brookhart & Bechly, 2015
  - † Schneidarachne Dunlop & Rössler, 2003

## Les solifuges dans la culture
Les solifuges sont l'objet de nombreuses légendes et exagérations à propos de leur taille, vitesse, comportement, appétit et dangerosité. Ils ne sont pas particulièrement grands, le record atteignant une dizaine de centimètres, et bien que plus rapides que les autres Arthropodes, le plus rapide doit courir à 16 km/h. Aucun représentant de cet ordre ne possède de venin.

### Légende courante
La croyance veut que les solifuges du Moyen-Orient injectent une substance anesthésiante aux humains faisant une sieste dans la nature, et profitent alors de la situation pour dévorer une partie de la chair, la victime se réveillant avec une blessure béante. Les solifuges ne produisent aucun anesthésique et ne s'attaquent jamais à des individus plus grands qu'eux, sauf pour défendre leur progéniture. Du fait de leur apparence étrange et du son particulier qu'ils produisent lorsqu'ils se sentent menacés, beaucoup de gens en ont peur. La plus grande menace qu'ils puissent représenter pour l'Homme est la morsure qu'ils peuvent effectuer lorsqu'on les manipule. Il n'y a aucun risque de mourir directement de cette morsure, mais les muscles des chélicères étant puissants, celle-ci peut entraîner une grande plaie qui peut s'infecter.
À partir d'avril 2004 circule sur Internet un canular (hoax) concernant un solifuge irakien. En effet, des soldats américains avaient trouvé deux solifuges morts accrochés l'un à l'autre. Une photo a été prise et l'angle de vue fait qu'elle donne l'impression qu'il n'y a qu'un seul animal de grande taille. Cette fausse araignée est baptisée « Camel Spider » (« araignée-chameau »).
Tout a été dit à son sujet : Un cri terrifiant (les arachnides ne peuvent crier), une rapidité ahurissante, une aptitude particulière à dévorer des morceaux de proie.
Des photos de blessures gigantesques attribuées à l'arachnide ont circulé sur le Net. Cette rumeur lança une fascination collective pour les solifuges, jusqu'alors méconnues du grand public, engendrant un grand nombre d'actes de cruauté dont la diffusion fut amplifiée par les sites de partage de vidéos (expérimentation sur les solifuges, combat contre des araignées, des scorpions, des serpents, des souris...)[réf. nécessaire].

## Publication originale
- Sundevall 1833 : Conspectus Arachnidum. Londini Gothorum, p. 1-39.